# Usumatlán
Usumatlán (del nahuatl, significa «lugar donde abundan los monos») es un municipio del departamento de Zacapa, en el oriente de la República de Guatemala. Es atravesado por la ruta asfaltada que de la capital de Guatemala conduce hacia el Atlántico, comparte la Sierra de las Minas con Teculután, Río Hondo (Zacapa) y Gualán. El río Motagua le sirve de límite con el municipio de Cabañas. Sus extensas planicies son utilizadas para la explotación de la uva y el melón.
El pueblo de Usumatlán no figuró como tal durante el periodo de la colonia, pues no aparece en el índice alfabético de ciudades, villas, pueblos del Reino de Guatemala. Después de la Independencia de Centroamérica en 1821, para la Administración de Justicia por el Sistema de Jurados, decretado el 11 de octubre de 1825 y adaptado al código de Livingston, el pueblo de San Juan Uzumatán —como era conocido— fue adscrito al circuito de Zacapa en el Distrito N.º4 (Chiquimula).
El área ha estado poblada desde antes de la llegada de los españoles, como se comprueba con los sitios arqueológicos de Huijó y Pueblo Viejo. Sus extensas planicies son utilizadas para la explotación de la uva y el melón.

## Toponimia
Muchos de los nombres de los municipios y poblados de Guatemala constan de dos partes: el nombre del santo católico que se venera el día en que fueron fundados y una descripción con raíz náhuatl; esto se debe a que las tropas que invadieron la región en la década de 1520 al mando de Pedro de Alvarado estaban compuestas por soldados españoles y por indígenas tlaxcaltecas y cholultecas.
Originalmente era llamado «San Juan Usumatlán», en honor a su santo patrono, San Juan Bautista; por su parte, el topónimo «Usumatlán», proviene de las voces nahuatl «Usumatl» (español: «mono») y «tlan» (español: «abundancia»), y significa «lugar donde abundan los monos». 

## Geografía física

### Clima
La cabecera municipal de Usumatlán tiene clima tropical (Clasificación de Köppen: Aw).
| Parámetros climáticos promedio de Usumatlán | Parámetros climáticos promedio de Usumatlán | Parámetros climáticos promedio de Usumatlán | Parámetros climáticos promedio de Usumatlán | Parámetros climáticos promedio de Usumatlán | Parámetros climáticos promedio de Usumatlán | Parámetros climáticos promedio de Usumatlán | Parámetros climáticos promedio de Usumatlán | Parámetros climáticos promedio de Usumatlán | Parámetros climáticos promedio de Usumatlán | Parámetros climáticos promedio de Usumatlán | Parámetros climáticos promedio de Usumatlán | Parámetros climáticos promedio de Usumatlán | Parámetros climáticos promedio de Usumatlán |
| Mes                                         | Ene.                                        | Feb.                                        | Mar.                                        | Abr.                                        | May.                                        | Jun.                                        | Jul.                                        | Ago.                                        | Sep.                                        | Oct.                                        | Nov.                                        | Dic.                                        | Anual                                       |
| ------------------------------------------- | ------------------------------------------- | ------------------------------------------- | ------------------------------------------- | ------------------------------------------- | ------------------------------------------- | ------------------------------------------- | ------------------------------------------- | ------------------------------------------- | ------------------------------------------- | ------------------------------------------- | ------------------------------------------- | ------------------------------------------- | ------------------------------------------- |
| Temp. máx. media (°C)                       | 30.8                                        | 32.6                                        | 34.9                                        | 35.5                                        | 34.9                                        | 33.1                                        | 32.7                                        | 33.2                                        | 32.7                                        | 31.7                                        | 31.2                                        | 30.3                                        | 32.8                                        |
| Temp. media (°C)                            | 25.0                                        | 26.4                                        | 28.2                                        | 29.2                                        | 28.8                                        | 27.4                                        | 27.1                                        | 27.4                                        | 27.2                                        | 26.4                                        | 25.9                                        | 25.1                                        | 27                                          |
| Temp. mín. media (°C)                       | 19.3                                        | 20.2                                        | 21.5                                        | 22.9                                        | 22.8                                        | 21.8                                        | 21.5                                        | 21.6                                        | 21.7                                        | 21.2                                        | 20.6                                        | 20.0                                        | 21.3                                        |
| Precipitación total (mm)                    | 1                                           | 2                                           | 4                                           | 18                                          | 67                                          | 185                                         | 149                                         | 99                                          | 191                                         | 109                                         | 20                                          | 1                                           | 846                                         |
| Fuente: Climate-Data.org                    |                                             |                                             |                                             |                                             |                                             |                                             |                                             |                                             |                                             |                                             |                                             |                                             |                                             |

### Ubicación geográfica
Usumatlán está localizado en el departamento de Zacapa y es atravesado por la ruta asfaltada que de la capital de Guatemala conduce hacia el Atlántico, comparte la Sierra de las Minas con Teculután, Río Hondo (Zacapa) y Gualán. El río Motagua le sirve de límite con el municipio de Cabañas.
Sus colindancias son: 
- Norte: Alta Verapaz, departamento de Guatemala
- Sur: Cabañas, municipio del departamento de Zacapa
- Este: Teculután, municipio del departamento de Zacapa
- Oeste:  El Progreso, departamento de Guatemala[6]

|                    | Norte: Alta Verapaz |                 |
| Oeste: El Progreso |                     | Este: Teculután |
|                    | Sur: Cabañas        |                 |

## Gobierno municipal
Los municipios se encuentran regulados en diversas leyes de la República, que establecen su forma de organización, lo relativo a la conformación de sus órganos administrativos y los tributos destinados para los mismos.  Aunque se trata de entidades autónomas, se encuentran sujetos a la legislación nacional y las principales leyes que los rigen desde 1985 son:
| N.º | Ley                                                | Descripción |
| --- | -------------------------------------------------- | --- |
| 1   | Constitución Política de la República de Guatemala | Tiene una regulación legal específica para los municipios en los artículos 253 al 262. |
| 2   | Ley Electoral y de Partidos Políticos              | Ley de carácter constitucional aplicable a los municipios en el tema de la conformación de sus autoridades electas. |
| 3   | Código Municipal                                   | Decreto 12-2002 del Congreso de la República de Guatemala. Tiene la categoría de ley ordinaria y contiene preceptos generales aplicables a todos los municipios, e inclusive contiene legislación referente a la creación de los municipios.             |
| 4   | Ley de Servicio Municipal                          | Decreto 1-87 del Congreso de la República de Guatemala. Regula las relaciones entra la municipalidad y los servidores públicos en materia laboral. Tiene su base constitucional en el artículo 262 de la constitución que ordena la emisión de la misma. |
| 5   | Ley General de Descentralización                   | Decreto 14-2002 del Congreso de la República de Guatemala. Regula el deber constitucional del Estado, y por ende del municipio, de promover y aplicar la descentralización y desconcentración económica y administrativa.                                |

El gobierno de los municipios está a cargo de un Concejo Municipal mientras que el código municipal —ley ordinaria que contiene disposiciones que se aplican a todos los municipios— establece que «el concejo municipal es el órgano colegiado superior de deliberación y de decisión de los asuntos municipales […] y tiene su sede en la circunscripción de la cabecera municipal»; el artículo 33 del mencionado código establece que «[le] corresponde con exclusividad al concejo municipal el ejercicio del gobierno del municipio».
El concejo municipal se integra con el alcalde, los síndicos y concejales, electos directamente por sufragio universal y secreto para un período de cuatro años, pudiendo ser reelectos.
Existen también las Alcaldías Auxiliares, los Comités Comunitarios de Desarrollo (COCODE), el Comité Municipal del Desarrollo (COMUDE), las asociaciones culturales y las comisiones de trabajo. Los alcaldes auxiliares son elegidos por las comunidades de acuerdo a sus principios y tradiciones, y se reúnen con el alcalde municipal el primer domingo de cada mes, mientras que los Comités Comunitarios de Desarrollo y el Comité Municipal de Desarrollo organizan y facilitan la participación de las comunidades priorizando necesidades y problemas.

## Historia

### Tras la Independencia de Centroamérica
La constitución del Estado de Guatemala promulgada el 11 de octubre de 1825 —y no el 11 de abril de 1836, como numerosos historiadores han reportado incorrectamente — creó los distritos y sus circuitos correspondientes para la administración de justicia según el Código de Lívingston traducido al español por José Francisco Barrundia y Cepeda; Uzumatán fue parte del circuito de Zacapa que pertenecía al Distrito N.º 4 (Chiquimula) e incluía a Santa Lucía, San Pablo, Gualán, Izabal, Río Hondo, Trapiche, Estanzuela, Uzumatán y Teculután.